# Kościół Nawiedzenia Najświętszej Maryi Panny w Gościeszynie
Kościół Nawiedzenia Najświętszej Maryi Panny w Gościeszynie – rzymskokatolicki kościół parafialny należący do parafii pod tym samym wezwaniem (dekanat rogowski archidiecezji gnieźnieńskiej).
Jest to świątynia wzniesiona przez proboszcza gościeszyńskiej parafii księdza Szczepana Webera w 1959 roku. Kościół został w tym samym roku poświęcony przez biskupa Lucjana Bernackiego. Budowla jest bezstylowa – charakteryzuje się prostą konstrukcją. Spośród innych świątyń wyróżnia się usytuowaniem ołtarza głównego, który jest umieszczony od strony zachodniej, chociaż z reguły znajduje się od strony wschodniej.

## Sanktuarium maryjne
Kościół stanowi też sanktuarium maryjne. Przedmiotem kultu jest XV-wieczny obraz Matki Bożej Gościeszyńskiej, zwanej też Matką Bożą z Dzieciątkiem w ogrodze mistycznym, który znajduje się w ołtarzu głównym. Co do autorstwa obrazu nie ma pewności, prawdopodobnie pochodzi z warsztatu poznańskiego mistrza Jana Schillinga lub wyszło ze szkoły niderlandzko-flamandzkiej Dirka Boutsa.